# Финска сауна
Финска сауна (швед. bastu) је значајан део финске културе. и као таква уписана је на Унескову листе нематеријалне културне баштине на састанку Међувладиног комитета за заштиту нематеријалног културног наслеђа 17. децембра 2020. године. Према овлашћењу државе, Финска агенција за наслеђе се обавезује, заједно са финским заједницама сауна и промотерима културе сауне, да заштити виталност традиције сауна и да истакне њен значај као део обичаја и благостања.
Сама реч сауна финског је порекла.

## Порекло сауне
Сауна у Финској је стари феномен и његовим коренима је тешко ући у траг, али верује се да су његове најраније верзије из 7000. п. н. е. Куће купатила су забележене у Европи током истог временског периода, али финске навике купања су током већег дела историје биле слабо документоване. Једно од првих писаних помињања нечега што се верује да су обичаји сауна предака Финаца написао је монах Нестор 1112. године. Причао је о „врућим дрвеним саунама у којима се голи купачи туку гранчицама и на крају прелију хладном водом“.
Током реформације у Скандинавији популарност сауна проширила се и на друге земље јер су европске куће купатила биле уништене.
Један од разлога зашто је култура сауне у Финској увек цветала био је свестраност сауне. Када су се људи кретали, прво што су урадили је изградња сауне. Финци су користили сауну за живот, јело, решавање хигијенских питања и, што је најважније, жене су се порађале у готово стерилном окружењу. За разлику од многих других, гушће насељених места у Европи, доступност дрвета потребног за изградњу и загревање сауне никада није представљала проблем. Још један разлог њене популарности је тај што у тако хладној клими сауна омогућава људима да се греју бар на кратак временски период. Међутим, лети су једнако популарне као и зими.

## Фински обичаји сауне
Сауне су саставни део начина живота у Финској. Налазе се на обалама бројних финских језера, у приватним становима, седиштима предузећа, у Парламенту, па чак и на дубини од 1.400 m (4.600 ft) у руднику Пихасалми. Сауна је важан део националног идентитета и они који имају прилику обично користе сауну бар једном недељно. Традиционални дан сауне је субота.
Традиција сауне је толико јака да кад год Финци оду у иностранство, уживају у шанси да имају добру сауну: чак и финска црква у Ротерхитеу у Лондону има своју сауну. Фински војници у мировним мисијама познати су по својим саунама; чак и у мисији ОУН у Еритреји, сауна је била једна од првих зграда која је подигнута. Фински војни теренски приручник из Другог светског рата наводи да је пауза од осам сати довољна да би један батаљон могао да изгради сауне, загреје их и окупа се у њима. Сауне су, чак и у војсци, строго егалитарна места: у сауни се не користе наслови или хијерархије.
Коришћење сауне започиње прањем (обично туширањем), након чега следи седење у соби сауне, а соба се обично загреје на 80—110 °C (176—230 °F). Вода се баца на вруће камење на врху kiuas, специјалне пећи за загревање сауне. Ово ствара велике количине влажне паре, познате као löyly, повећавајући влагу и привидну температуру у сауни. За ову врсту паре користи се само реч löyly; финска реч höyry („пара“) за њу се никада не користи, осим у научном смислу. Еквиваленти за löyly могу се наћи у балто-финским језицима као што су карелски löyly, естонски leil, водијски leülü, вепски l'öl', ливонски löul. Његов оригинални смисао означава "дух, дах, душа" и то се још види у уралским језицима - нпр. удмуртски lul, комски lol, мансијски läl ("живот"), хантијски lil и мађарски lélek.
Повремено се користи гранчица лиснатих, мирисних сребрних бреза званих вихта (васта у источној Финској) да се нежно туче по кожи. Ово има опуштајући ефекат на мишиће, а такође помаже ублажавању иритације од убода комараца. Кад врућина почне да буде непријатна, уобичајено је да се скочи у језеро, море или базен или оде под туш. Зими се ваљање у снегу или чак купање у рупи просеченој у језерском леду, понекад користи као замена. Често је после сауне обичај да се седне у свлачионицу или на трем сауне и ужива у кобасици, заједно са пивом или безалкохолним пићима.
Након хлађења од првог купања, човек се враћа у топлу просторију и започиње циклус поново. Број и трајање циклуса хлађења у топлој соби варирају од особе до особе на основу личних преференција. Обично један траје најмање два или три циклуса, у трајању од 30 минута до два сата. У бројним финским викендицама купање може потрајати дуго у ноћ. Ово је нарочито лети, када ноћу практично нема мрака. Сама сесија сауне завршава се темељним прањем.
За некога из Финске, правила су инстинктивна, али их је тешко преточити у речи. У зависности од величине, састава, односа и старосне структуре групе могу се појавити три основна обрасца: сви могу ићи у сауну истовремено, мушкарци и жене могу одвојено у сауну или свака породица може одвојено ићи у сауну. Мешане сауне са не-члановима породице су најчешће код млађих одраслих, а прилично су ретке за старије људе или у формалнијим приликама. Уобичајено је да тинејџери у једном тренутку престану да иду са родитељима у сауну.
У сауни је погрешно носити одећу у топлој соби, мада је прихватљиво седети на малом пешкиру, марамици за једнократну употребу која подноси топлоту и влагу (може бити обавезно у јавној сауни, као што је нпр. на јавном базену). Током хлађења уобичајено је омотати пешкир око тела. Иако су мешане сауне прилично честе, за типичне Финце сауна је, са неколико изузетака, строго несексуално место. У Финској „сауна“ значи само сауну, а не јавну кућу, секс клуб или слично. У јавним саунама купаћи костими су забрањени у врућим собама из здравствених разлога: у многим затвореним базенима хлор се додаје у воду из хигијенских разлога; ако се купаћи костими који се користе у таквој води донесу у врелу собу, хлор ће испаравати и стварити проблеме са дисањем особама са астмом или алергијама.
У приватним кућама или летњим резиденцијама сауна се обично загрева у част госта и одбијање може бити тешко. Међутим, Финци се обично неће много увредити ако их гост одбије. Ово је нарочито често ако би одлазак у сауну захтевао много напора од госта (као што је накнадно поновно наношење сложене шминке), социјално незгодно (осећај нелагодности због голотиње и/или мешовите сауне) или на други начин незгодно (ако гост треба да се пресвуче или ако се сауна одржава касно у ноћ итд.).

## Врсте сауна
Много различитих врста сауна може се наћи у Финској. Могу се класификовати или према самој згради сауне или према врсти пећи коју користи.
Главна подела сауна је између једном загрејаних и непрекидно загрејаних пећи. Све димне сауне се једном загреју, али постоје и друге врсте пећи које се једном загреју.
Једном загрејане пећи имају већу количину камења које се загреје пре купања. То се може постићи сагоревањем дрвета, са или без димњака, уља, дрвених пелета или природног гаса. Непрекидно загрејане пећи имају мању количину камења које се загрева током купања. Загревање се може постићи горењем дрва, нафте или природног плина или електричним путем.
Температура у финским саунама је од 80—110 °C (176—230 °F), обично 80—90 °C (176—194 °F) и одржава се јасно изнад тачке росе, упркос испаравању löyly воде, тако да се не јавља видљива кондензација паре као у турској сауни.

### Димна сауна
Савусауна (димна сауна) нема димњак и тако, како гори дрво, дим испуњава собу. Након што сауна достигне одговарајућу температуру, ватра се гаси и просторија се проветрава. С обзиром на конструкцију собе, сауна задржава довољно топлоте током трајања употребе. Иако се димне сауне сматрају традиционалнијим типом, последњих година забележен је значајан пораст градње. Међутим, због напора и времена потребног за руковање - грејање може трајати већи део дана - вероватно неће заменити већину уобичајених сауна.
Димне сауне још увек постоје не само у Финској, већ и у Естонији, Летонији и Литванији. Сматра се да су јефтине, једноставне за изградњу и издржљиве (ако се мере заштите од пожара предузимају током градње сауне). Дуготрајност је загарантована дезинфекционим својствима дима.
Један специфичан и ретко виђен куриозитет је употреба горионика на дрвене пелете за загревање димне пећи за сауну, обично стварног горионика уграђеног у просторију поред стварне собе са сауном. Горионик на дрвене пелете, врло сличан уљном горионику, тада се користи за загревање димне пећи сауне - практично велике гомиле камења. Како је поступак горења много чистији него код конвенционалних димних пећи, арома дима је много мање оштра, док влага настала сагоревањем пелета чини ваздух пријатнијим него код стално загрејаних пећи.

### Сауна са пећи на дрва
Сауна са пећи на дрва најчешћи је тип сауне ван градских подручја, где је електрична сауна чешћа. Метална пећ са камењем на врху (kiuas) загрева се ватром од брезовог дрвета, која загрева просторију сауне до потребне температуре. Ако брезово дрво није доступно, било које друго дрво ће се користити, али је пожељно добро осушено брезово дрво због доброг квалитета и мириса и дуготрајног сагоревања. Важно је имати добар löyly, а то је када је камење довољно вруће да вода која се на њих баци испари у пару која се диже до купача. Купач у свакој врсти сауне седи на високој клупи близу плафона где врућа пара брзо долази до њега.

### Електрична сауна
У градским становима и у већини јавних сауна користи се електрична пећ за сауну, јер није потребно сагоревање дрвета. Припрема је врло једноставна, само притискање тастера ће бити довољно. Обично имају камење за задржавање топлоте, попут димне сауне и пећи на дрва, али понекад се чак и велика камена плоча користи за постизање истог ефекта при бацању воде на њу. Већина стамбених зграда у Финској укључује барем ову врсту сауне, или постоји она коју могу користити станари зграде, са наменским радним временом за мушку и женску сауну, и посебним радним временом за оне који захтевају одређено радно време. Већина Финаца преферира сауну на дрва од електричне сауне.

### Покретне сауне
Извиђачи и разне друге омладинске организације често имају преносиве сауне. Сауне су уграђене у аутомобиле, аутобусе, ауто приколице, тракторске приколице или чак бицикле и чамце. У Финској постоје компаније које изнајмљују мобилне сауне, и годишњи догађај мобилне сауне у Теуви.